# Wspólnota Anglikanów Wyznających
Wspólnota Anglikanów Wyznających (ang. Fellowship of Confessing Anglicans, FCA) – organizacja zrzeszająca szerokie spektrum konserwatywnych anglikanów, powstała w wyniku kryzysu, który dotknął Wspólnotę Anglikańską na skutek wyświęcenia na episkopalnego biskupa New Hampshire w 2003 roku Gene Robinsona, praktykującego homoseksualisty. Kościoły należące do FCA zrzeszają 34 mln wiernych, co stanowi ponad połowę członków Wspólnoty Anglikańskiej. Obecnym przewodniczącym Wspólnoty jest południowoamerykański bp Gregory Venables.
Decyzję o utworzeniu Wspólnoty podjęto w Jerozolimie na Globalnej Anglikańskiej Konferencji Przyszłości (Global Anglican Future Conference, GAFCON), w której brało udział 1200 osób, w tym 300 biskupów. Uczestnicy Konferencji przyjęli „Końcowe Oświadczenie” oraz „Deklarację Jerozolimską”, która określa doktrynę konserwatywnego anglikanizmu. W oświadczeniu uznano znaczenie Canterbury jako historycznej stolicy, jednak odrzucono pogląd, według którego uznanie arcybiskupa Canterbury było wykładnikiem anglikańskiej tożsamości.
Podstawą wiary anglikanów należących do Wspólnoty jest Pismo Święte, wykładane z poszanowaniem dla tradycyjnego jego rozumienia w Kościele. FCA uznaje trzy historyczne wyznania wiary, orzeczenia czterech pierwszych soborów ekumenicznych i 39 artykułów. Wspólnota uznaje Modlitewnik powszechny (Book of Common Prayer) z 1662 roku za „prawdziwy i autorytatywny standard nabożeństwa i modlitwy”. Członkowie FCA odrzucają autorytet tych Kościołów i przywódców kościelnych, którzy w słowach i czynach odchodzą od ortodoksyjnej wiary.
Członkowie wspólnoty podchodzą z dystansem (a niekiedy bardzo krytycznie) do konstytucji apostolskiej Anglicanorum coetibus, powołującej ordynariaty dla anglikanów, którzy chcą dołączyć do Kościoła katolickiego. Dotyczy to zwłaszcza anglikanów afrykańskich, którzy podkreślają swoją protestancką tożsamość. Zamiast tego proponują objęcie opieką duszpasterską tych anglikanów, którzy są niezadowoleni ze zbyt liberalnej postawy swoich Kościołów.